# Paraliochthonius singularis
Paraliochthonius singularis är en spindeldjursart som först beskrevs av Angelo Menozzi 1924.  Paraliochthonius singularis ingår i släktet Paraliochthonius och familjen käkklokrypare. Inga underarter finns listade i Catalogue of Life.